# Star+
Star+ (Star Plus; stilizzato come ST★R+) è stato un servizio di streaming di proprietà di The Walt Disney Company. È stato rilasciato il 31 agosto 2021 ed era disponibile solo per l'America Latina. Dal 26 giugno 2024 la piattaforma è stata chiusa definitivamente portando tutti i suoi contenuti all’interno di Disney+.
La piattaforma aveva nel suo catalogo serie televisive, speciali, cortometraggi, documentari, serie di documentari, film di intrattenimento generale degli studi di proprietà di The Walt Disney Company, inclusi Star+ Originals, Star Originals ed eventi sportivi dal vivo di ESPN.

## Storia
Il marchio "Star" nacque come emittente satellitare con sede a Hong Kong che operava con quel nome dal 1991 e che venne acquistata da News Corporation nel 1993. Dopo il 2009, il marchio Star era principalmente limitato alla Star China Media, ora di altra proprietà, e a Star India, che opera principalmente in India ma distribuisce anche programmi in lingua hindi in tutto il mondo. Star India (e le altre divisioni al di fuori della Cina continentale) vennero poi acquistate da Disney come parte dell'acquisizione della 21st Century Fox nel 2019.
Nel dicembre 2020, durante l'incontro con gli investitori, Chapek annunciò ufficialmente Star e Star+.
Il 13 maggio 2021 è stato annunciato che il lancio di Star+ sarebbe stato posticipato fino al 31 agosto dello stesso anno.
Il 13 dicembre 2023, Disney ha annunciato l'imminente fusione tra Disney+ e Star+, prevista per la seconda metà del 2024. Questo comporta la chiusura della piattaforma.

## Catalogo
La piattaforma fornisce contenuti di intrattenimento generali sia prodotti da Disney che dalle sue società collegate. Tende a concentrarsi sulla programmazione per il pubblico di giovani e adulti non adatta a Disney+. Molti di questi spettacoli provengono dalle società di produzione ABC Signature, 20th Television, 20th Television Animation, FX, Freeform, Hulu, 20th Century Studios, Searchlight Pictures, Touchstone Pictures, Hollywood Pictures, Buena Vista International, Caravan Pictures, Marvel, Fox Networks Group, BBC Studios, AMC Studios, Onyx Collective, Star Original Productions, National Geographic Original Productions e altri, alcuni film della Universal Pictures (solo film usciti due anni prima su HBO, nonostante avessero un accordo con Universal+ e Netflix) e inoltre, la piattaforma offre programmi ed eventi sportivi in diretta da ESPN. 

### Contenuti sportivi
Il servizio ha tutti gli eventi sportivi che vengono trasmessi in diretta sui canali lineari di ESPN (la disponibilità di ciascuno dipende dal paese di utilizzo) oltre ad alcuni eventi esclusivi della piattaforma, come la Serie A ecuadoriana e il Campionato uruguaiano.